# Hylotelephium callichromum
Hylotelephium callichromum är en fetbladsväxtart som beskrevs av Hideaki Ohba. Hylotelephium callichromum ingår i släktet kärleksörter, och familjen fetbladsväxter. Inga underarter finns listade i Catalogue of Life.